# BMW E71
La BMW E71 è la prima generazione della BMW X6, un'autovettura di tipo SUV di segmento E prodotta dalla casa automobilistica tedesca BMW dalla fine del 2007 al 2014. 

## Storia

### Genesi del modello
Il progetto E71 fu avviato nel 2003, due anni dopo l'avvio del progetto E70, quest'ultimo destinato alla realizzazione della seconda generazione della X5. Fu infatti fin da poco dopo l'inizio della gestazione della X5 E70 che si pensò di affiancarle un modello derivato, ma con una carrozzeria più sportiva, caratterizzata dall'unione di elementi stilistici da coupé con quelli già conosciuti e tipici di un SUV di fascia alta. Non sarebbe passato molto tempo tra la proposta e l'approvazione del progetto destinato al SUV-coupé. Supervisore del progetto E71 fu Peter Tünnermann, mentre come responsabile del design vi fu quel tanto discusso Chris Bangle che fino a poco tempo si ritrovò al centro di numerose polemiche da parte dei clienti più conservatori a causa della quarta generazione della Serie 7, le cui linee di rottura rispetto al passato faticarono ad essere digerite dal pubblico. Bangle assegnò il compito di disegnare il corpo vettura del nuovo modello ad uno dei suoi collaboratori più prolifici, il belga Pierre Leclercq. Le proposte stilistiche di Leclercq furono approvate nella prima metà del 2005 e durante l'estate dello stesso anno partirono i test con i primi "muletti", che tra l'altro servirono anche per testare la meccanica della futura X5. I primi prototipi che si avvicinarono quasi alla versione definitiva furono invece testati nel corso del 2006. Tutto questo movimento non passò inosservato agli occhi della stampa specializzata: fu infatti già dalla seconda metà del 2006 che si cominciò a vociferare di una possibile derivata simil-coupé su base X5. Ed anche durante tutto il 2007, la stampa e le manifestazioni legate al mondo dell'auto continuarono a richiamare l'attenzione sull'imminente debutto di tale nuovo modello. Al Salone di Francoforte ed al Motor Show di Bologna vennero presentati una concept quasi definitiva denominata X6 Concept ed un prototipo dotato di propulsione ibrida denominato X6 ActiveHybrid, dotato di due motori, uno elettrico ed uno a benzina. Quest'ultima concept annunciò tra l'altro anche la possibilità di un modello meno inquinante derivato dalla X6 di serie.
La X6 fu uno di quei modelli la cui presentazione ufficiale in anteprima si ebbe successivamente all'avvio della sua produzione: infatti, se quest'ultima cominciò il 3 dicembre 2007, la sua presentazione al pubblico avvenne in occasione di due dei principali Saloni automobilistici del Nordamerica, ossia quello di Detroit e quello di Montréal, in Canada, svoltisi in contemporanea nel mese di gennaio del 2008. Per questo, anche se la produzione fu avviata negli ultimi giorni del 2007, la X6 è generalmente considerata un modello del 2008. Il fatto che la vettura fosse stata presentata in anteprima in ben due kermesse nordamericane, fece ben intuire quali fossero i mercati di riferimento del nuovo modello, la cui denominazione fu la sigla X6. Tale sigla fu scelta per rispettare il criterio di denominazione dei modelli BMW, che prevedeva (e prevede ancor oggi) un numero pari per i modelli dall'impostazione sportiva ed il numero dispari immediatamente precedente per i modelli dalla carrozzeria meno sportiva ma che nascevano sulla stessa base meccanica. Così, come la coupé BMW Serie 6 non fu altro che una versione coupé della berlina Serie 5, così anche la X6 fu considerata fin da subito come una versione coupé della X5. Ed in tutti e quattro i modelli la base meccanica di partenza fu la stessa.
La commercializzazione della prima generazione della X6 fu avviata nel marzo 2008, dopo che la vettura fu presentata anche al Salone di Ginevra in anteprima europea. Lo stabilimento di produzione fu quello statunitense di Spartanburg, nella Carolina del Sud.

#### Design esterno ed interno

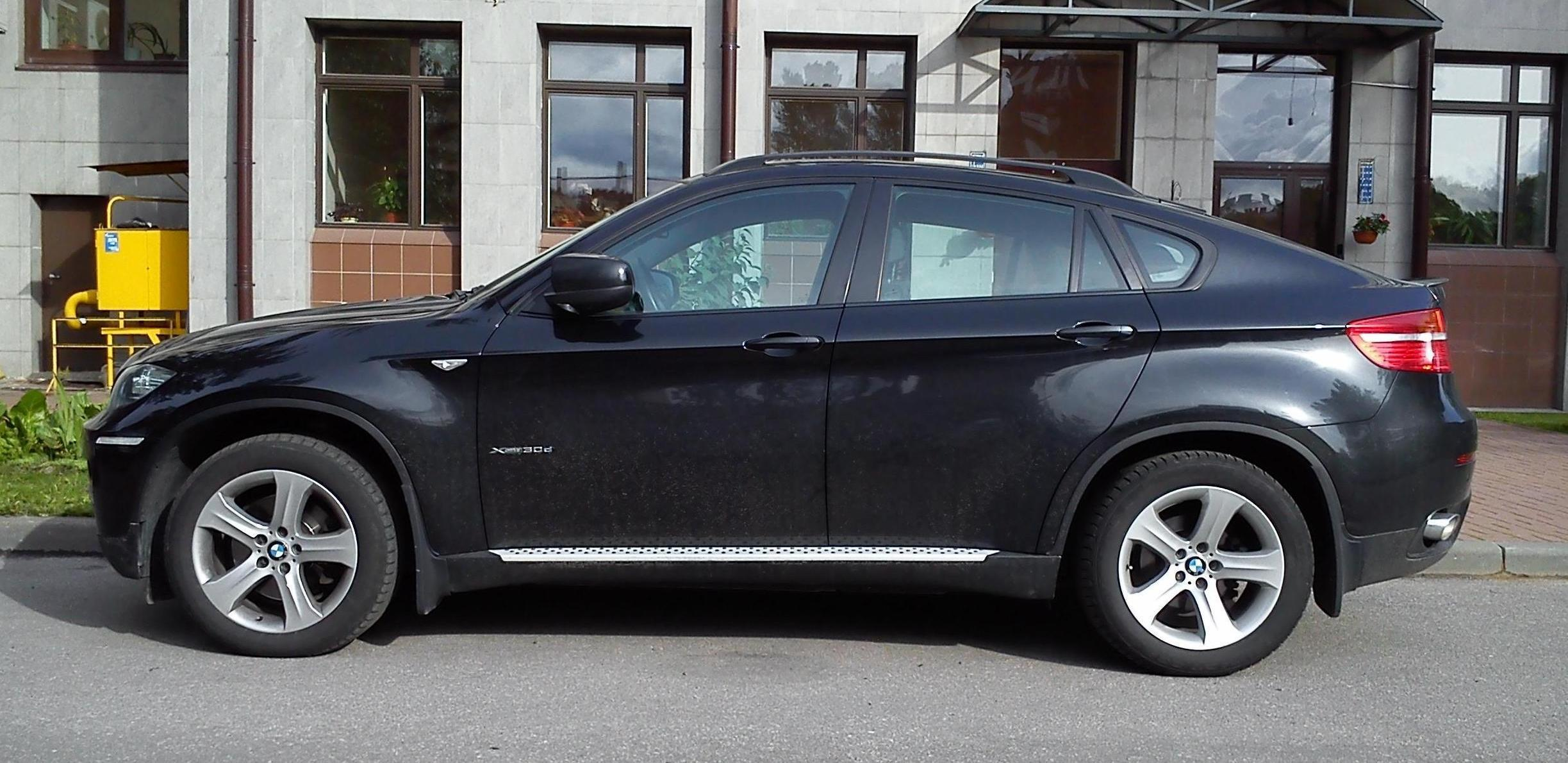
Vista laterale di una X6

Con il suo ingresso nel mercato, la X6 calamitò immediatamente l'attenzione del pubblico per via della sua inconsueta carrozzeria. Ma non si trattò in realtà di una novità assoluta in senso stretto, poiché un precedente si era già avuto due anni prima con la commercializzazione della coreana SsangYong Actyon, anch'essa dotata di una carrozzeria "simil-coupé" e presente anche nei listini europei più o meno in contemporanea con la prima generazione della X6, ma appartenente ad una fascia di mercato sensibilmente inferiore.
Tecnicamente e stilisticamente imparentata con la X5, di quest'ultima venne ripreso praticamente l'intero corpo vettura al di sotto della linea di cintura, ma con alcuni affinamenti e differenze, come il disegno dei due paraurti, la coda un po' più allungata e completamente ridisegnata, il frontale leggermente più smussato e la stessa linea di cintura leggermente più inclinata in avanti. La parte superiore della carrozzeria fu invece quella più caratterizzante, con il padiglione assai spiovente all'indietro ed il conseguente ridisegnamento delle superfici vetrate laterali. La coda, come già detto, venne ridisegnata e non si trattò solo di una leggera differenza rispetto alla parte posteriore della X5, ma di una coda completamente diversa per meglio sposarsi con il padiglione spiovente e per meglio raccordarsi con la coda stessa in maniera tale da sottolineare il carattere più sportiveggiante della carrozzeria.
Gli interni erano invece quasi interamente mutuati dalla X5, ma il differente andamento del padiglione comportò nella X6 un livello di abitabilità decisamente inferiore per i passeggeri posteriori. Il differente disegno della coda, rivolta verso l'alto, aveva come conseguenza quella di spostare verso l'alto anche la soglia di carico, per cui risultava meno pratico anche l'accesso al bagagliaio. Quest'ultimo disponeva di 570 litri di capacità in configurazione standard, contro i 620 litri vantati dalla contemporanea X5.

#### Struttura, meccanica e motori
Come già detto, la X6 E71 condivideva il pianale con la X5 E70, e quindi dalla "sorella" meno sportiva veniva ripresa la misura del passo, ma anche l'intero comparto sospensioni. Perciò si ritrovavano anche in questo caso l'avantreno a quadrilateri trasversali ed il retrotreno a bracci multipli.
La X6 E71 era prevista inizialmente in quattro motorizzazioni, tutte sovralimentate:
- 3.0 N54: 2979 cm³, sovralimentazione mediante doppio turbocompressore, potenza massima di 306 CV a 5800 giri/min e velocità massima di 240 km/h;
- 4.4 N63B44: 4395 cm³, sovralimentazione mediante doppio turbocompressore, potenza massima di 407 CV a 5500 giri/min e velocità massima di 250 km/h (autolimitata);
- 3.0 M57TUD30: 2993 cm³, turbodiesel common-rail da 235 CV a 4000 giri/min e velocità massima di 210 km/h;
- 3.0 M57TU2D30: 2993 cm³, bi-turbodiesel common-rail da 286 CV a 4400 giri/min e velocità massima di 236 km/h.

Una delle novità maggiori proposte dalla X6 era comunque il dispositivo xDrive, ossia un differenziale posteriore autobloccante a gestione elettronica che scaricava in maniera opportuna la coppia motrice su retrotreno ed avantreno a seconda delle condizioni di marcia, rendendo la vettura più agile e più sicura in caso di emergenza. La Casa tedesca credeva molto in questo dispositivo, a tal punto da inserirlo nelle denominazioni ufficiali di ogni modello della X6, e di lì a poco anche in tutti i modelli BMW dotati di trazione integrale. Al dispositivo xDrive era abbinato anche il DPC (Dynamic Performance Control), una delle maggiori novità tecniche introdotte dalla X6 E71. Tale dispositivo lavorava in diretta simbiosi con il già citato sistema di trazione integrale ed era in grado di limitare i fenomeni di sottosterzo della vettura.
La trazione integrale della X6 era interfacciata con il motore attraverso un cambio automatico sequenziale a 6 rapporti.

### Evoluzione

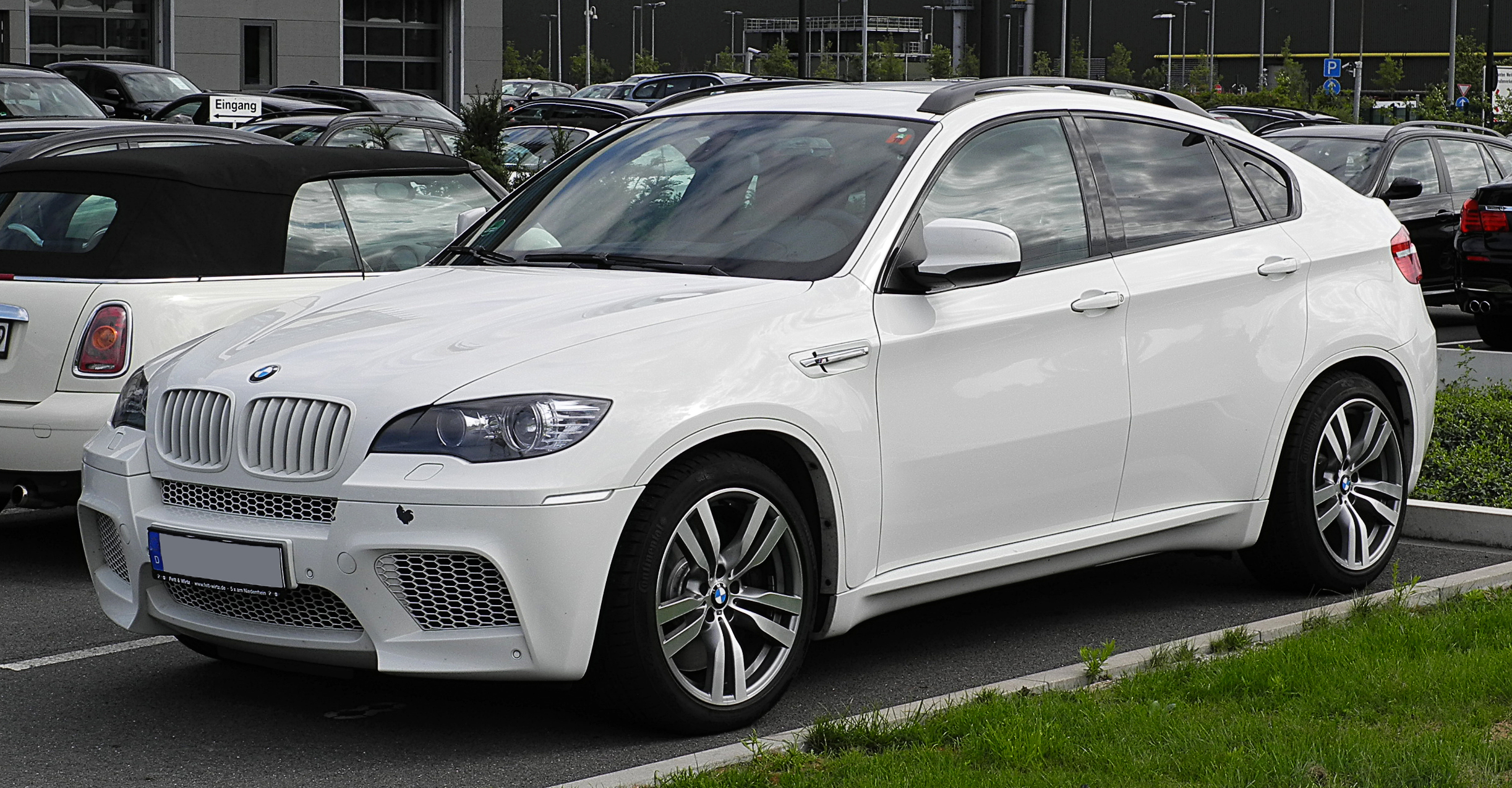
Una X6 M, versione di punta della gamma

Fin dall'inizio della sua carriera commerciale, data la particolare conformazione di carrozzeria, la X6 non ebbe praticamente concorrenti. L'unica che le si poté avvicinare per via dell'impostazione sportiva (pur possedendo una carrozzeria non profilata nella zona posteriore) fu la Porsche Cayenne, all'epoca ancora alla sua prima generazione, e che comunque fu anche concorrente della X5. Il successo non tardò ad arrivare: la X6 era del resto stata progettata seguendo unicamente le leggi del marketing, piegandosi completamente ad esse, per cui ebbe fin da subito una folta schiera di appassionati, pur non mancando per contro un nutrito gruppo di detrattori.
Nel 2009 iniziò la commercializzazione al pubblico europeo della versione Motorsport, denominata X6 M, ed equipaggiata da una versione particolarmente spinta del V8 da 4.4 litri con tecnologia turbo Twin Scroll. Tale motore erogava ben 555 CV ed era abbinato ad un cambio automatico/sequenziale con paddles al volante e sei rapporti. Alla fine dello stesso anno, vi fu l'arrivo della già annunciata X6 ActiveHybrid.
Nella primavera del 2010, la xDrive35i subì un aggiornamento: il suo motore 3 litri biturbo, fu soppiantato da un'unità di pari cilindrata ma con un solo turbocompressore, però con tecnologia twin scroll e con in più l'ausilio del Valvetronic. La potenza e la coppia motrice rimasero invariate a 306 CV. Più o meno nello stesso periodo, la X6 xDrive30d vide la sua potenza passare da 235 a 245 CV.

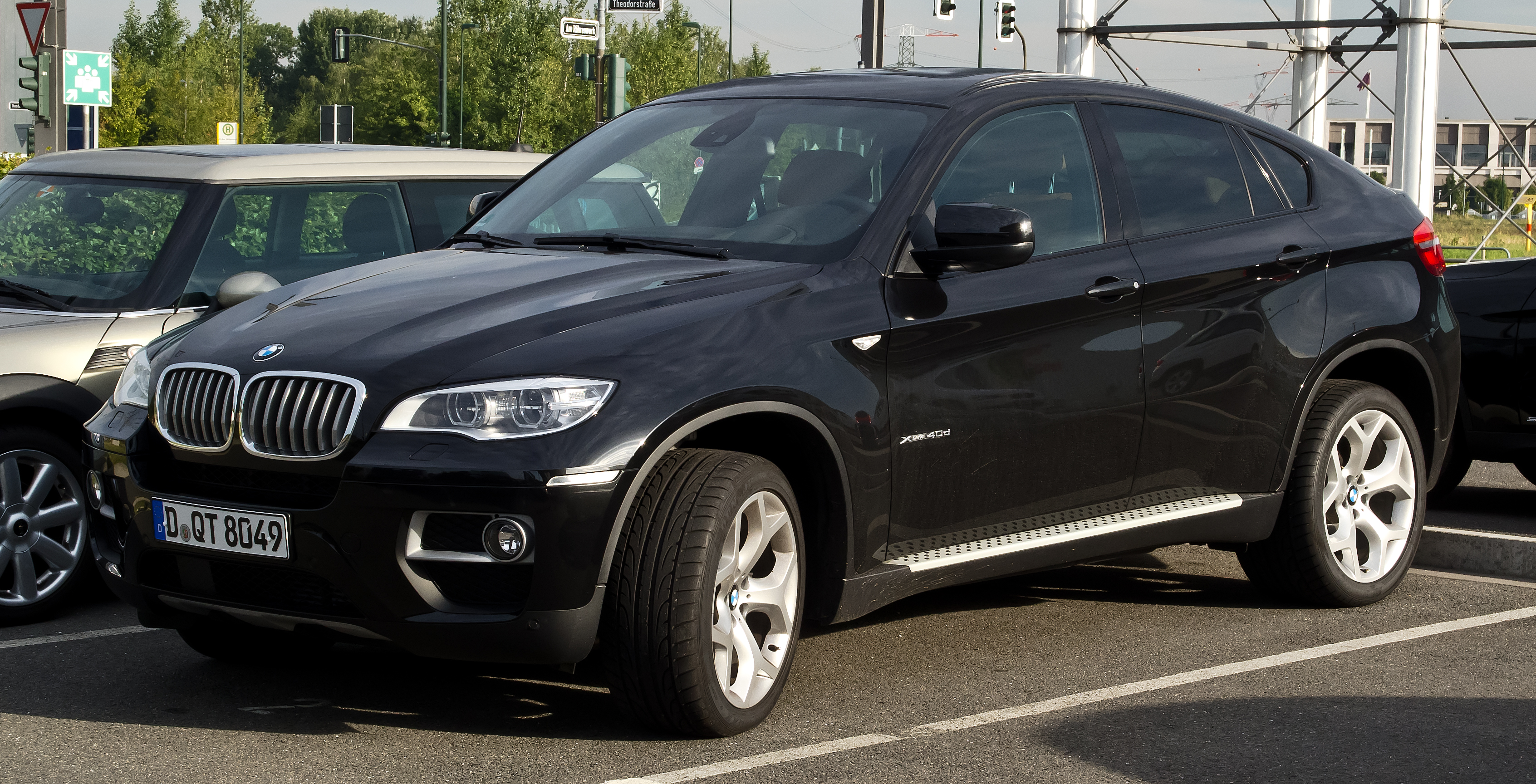
Una X6 dopo il restyling del 2012

All'inizio del 2012 la X6 ha subito il suo restyling di mezza età: sono stati ridisegnati i gruppi ottici anteriori, che integravano la tecnologia bi-xeno e che a richiesta potevano anche essere ottenuti con fari a LED ad alta luminosità (tranne sulle X6 M, che li prevedevano di serie); erano cambiati anche i fendinebbia anteriori, mentre anche i gruppi ottici posteriori divennero a LED. Aggiornamenti anche nella gamma colori, sia della carrozzeria che dei rivestimenti interni, mentre era diventato possibile richiedere il terzo posto posteriore. Invariata la gamma motori, tranne per il fatto che la X6 xDrive30d poteva essere ottenuta con il sistema BluePerformance, consistente nell'impiego dell'additivo AdBlue (utilizzato anche nelle versioni BlueTEC della gamma Mercedes-Benz) per trasformare le emissioni inquinanti in gas innocui. Tale sistema permetteva a questo modello di rispettare la normativa Euro 6 che sarebbe entrata in vigore nel 2014. Nell'estate del 2012, invece, si ebbe l'arrivo di una delle motorizzazioni più significative della gamma della X6, poiché si trattava del primo motore di serie con tripla sovralimentazione: la X6 xDrive M50d, questo il nome del modello, montava infatti un 3 litri a gasolio accoppiato a ben tre turbocompressori, che ne portavano la potenza massima a ben 381 CV. Inizialmente prevista solo per alcuni mercati europei, tra cui quello tedesco, questa versione particolarmente spinta della X6 sarebbe arrivata in Italia solo alla fine del 2012.
L'arrivo della X6 M50d fu l'ultimo significativo aggiornamento alla gamma della E71, che da quel momento non avrebbe più conosciuto aggiornamenti degni di nota. A metà del 2014, la produzione è stata fatta cessare, a favore della seconda generazione della X6, che avrebbe debuttato nell'autunno dello stesso anno.

#### X6 ActiveHybrid

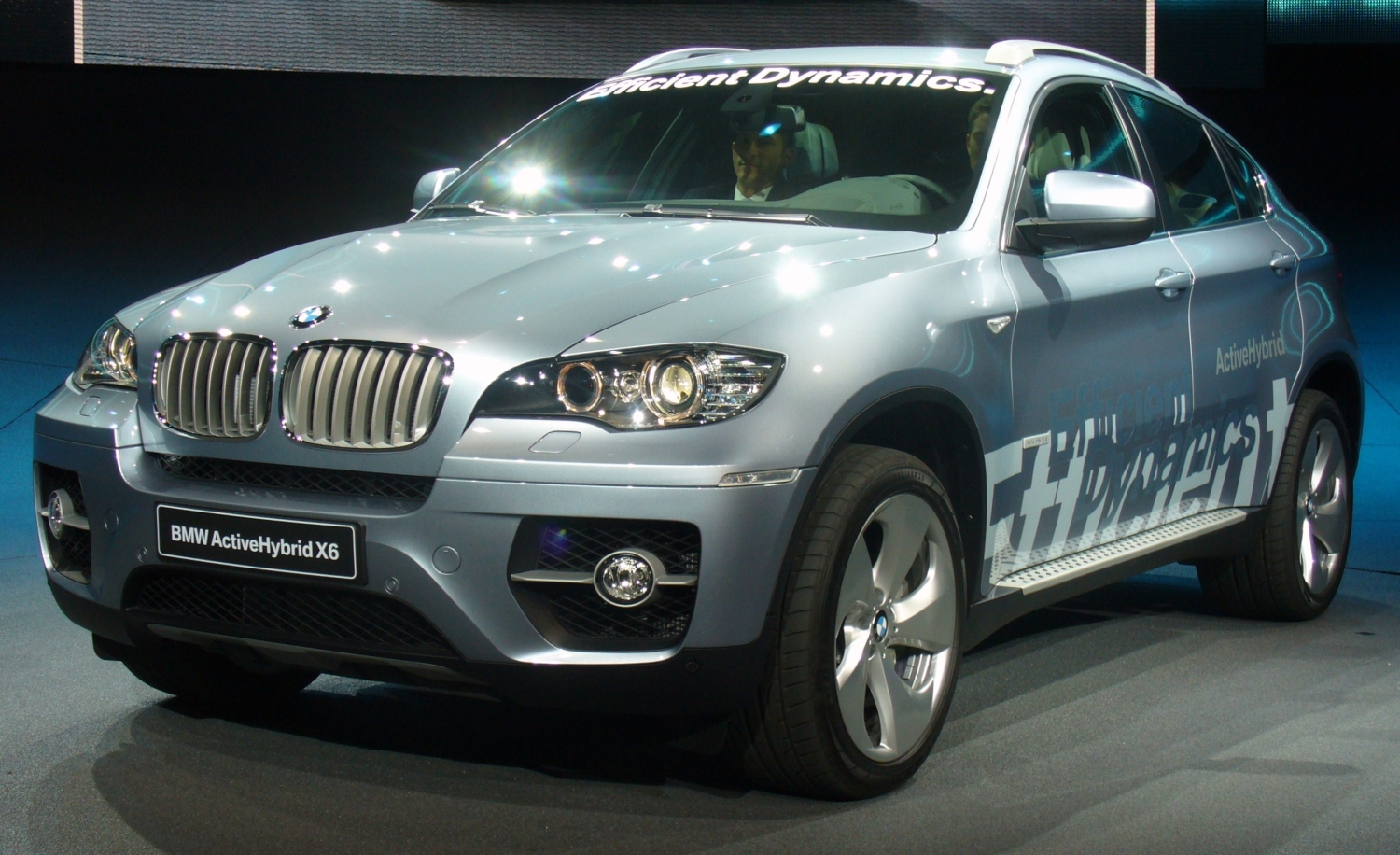
Una X6 ActiveHybrid

Alla fine del 2009, la X6 viene immessa sul mercato anche in versione ibrida. Questa particolare versione, denominata ActiveHybrid, è basata sulla versione xDrive50i, della quale viene mantenuto il potente V8 biturbo da 4.4 litri e 407 CV, ma che nello specifico viene accoppiato a due motori elettrici, rispettivamente da 86 e 91 CV, che però non lavorano in serie, per cui la potenza massima non è il risultato della somma delle potenze dei tre motori, ma è inferiore, e comunque tutt'altro che ridotta. Tali motori sono stati sviluppati in collaborazione con Chrysler e General Motors, e sono collegati ad uno schema di trasmissione anch'esso non convenzionale, poiché il cambio, un automatico a 7 rapporti selezionabili anche tramite le levette al volante, è costituito tra l'altro da quattro frizioni connesse attraverso degli ingranaggi ai due motori elettrici descritti. La potenza massima raggiunta dall'X6 ActiveHybrid è di 485 CV, mentre la coppia massima è di 780 Nm.

Le prestazioni sono di tutto rispetto: la velocità massima è di 236 km/h, ma può essere portata anche a 250 km/h mediante la riprogrammazione di alcuni parametri della centralina. L'accelerazione da 0 a 100 km/h richiede solo 5"6 ed i motori elettrici sono in grado, in condizioni di piena carica, a spingere da soli la vettura a 60 km/h di velocità massima e per 2.5 km di distanza. La produzione della ActiveHybrid terminò alla fine del 2011.

## Motorizzazioni
| Modello            | Motore                     | Cilindrata (cm³) | Potenza max/ rpm (CV)      | Coppia massima/ rpm (Nm) | Cambio/ n°marce | Massa a vuoto (kg) | Velocità max (Km/h) | 0–100 km/h (secondi) | Consumo medio (l/100 km) | Emissioni CO2 (g/Km) | Anni di produzione |
| Versioni a benzina |                            |                  |                            |                          |                 |                    |                     |                      |                          |                      |                    |
| xDrive35i          | N54B30                     | 2979             | 225 kW (306 CV)/ 5800-6250 | 400/ 1300-5000           | AS/6            | 2.070              | 240                 | 6"7                  | 10.9                     | 262                  | 2009-10            |
| xDrive35i          | N55B30                     | 2979             | 225 kW (306 CV)/ 5800      | 400/ 1200-5000           | AS/8            | 2.070              | 240                 | 6"7                  | 10.1                     | 236                  | 2010-14            |
| xDrive50i          | N63B44                     | 4395             | 300 kW (407 CV)/ 5500-6400 | 600/ 1750-4500           | AS/6            | 2.190              | 250                 | 5"4                  | 12.5                     | 299                  | 2008-10            |
| xDrive50i          | N63B44                     | 4395             | 300 kW (407 CV)/ 5500-6400 | 600/ 1750-4500           | AS/8            | 2.190              | 250                 | 5"4                  | 12.5                     | 292                  | 2010-14            |
| 4.4i xDrive M      | S63B44                     | 4395             | 408 kW (555 CV)/ 6000      | 680/ 1500-5650           | AS/6            | 2.305              | 250                 | 4"7                  | 13.9                     | 325                  | 2009-14            |
| Versioni a gasolio |                            |                  |                            |                          |                 |                    |                     |                      |                          |                      |                    |
| xDrive30d          | M57D30TÜD2                 | 2993             | 173 kW (235 CV)/ 4000      | 520/ 2000-2750           | AS/6            | 2.075              | 220                 | 8"                   | 8.2                      | 217                  | 2008-10            |
| xDrive30d          | N57D30OL                   | 2993             | 180 kW (245 CV)/ 4000      | 540/ 1750-3000           | AS/8            | 2.075              | 222                 | 7"5                  | 7.4                      | 195                  | 2010-14            |
| xDrive35d          | M57TU2D30TOP               | 2993             | 210 kW (286 CV)/ 4400      | 580/ 1750-2250           | AS/6            | 2.110              | 236                 | 6"9                  | 8.3                      | 220                  | 2008-10            |
| xDrive40d          | N57D30TOP                  | 2993             | 225 kW (306 CV)/ 4400      | 600/ 1500-2500           | AS/8            | 2.110              | 236                 | 6"5                  | 7.5                      | 198                  | 2010-14            |
| M50d               | N57S                       | 2993             | 280 kW (381 CV)/ 4000-4400 | 740/ 2000-3000           | DF/6            | 2.225              | 250                 | 5"3                  | 7.7                      | 204                  | 2012-14            |
| Versioni ibride    |                            |                  |                            |                          |                 |                    |                     |                      |                          |                      |                    |
| ActiveHybrid       | N63B44+ 2 motori elettrici | 4395             | 357 kW (485 CV)            | 780                      | AS/7            | 2.450              | 236                 | 5"6                  | 9.9                      | 231                  | 2009-11            |